# Noemia apicicornis
Noemia apicicornis là một loài bọ cánh cứng trong họ Cerambycidae.